# غونار أندرياسن
غونار أندرياسن (بالنرويجية البوكمول: Gunnar Andreassen)‏ (5 يناير 1913 بفريدريكستاد في النرويج - 23 يوليو 2002) هو مدرب كرة قدم ولاعب كرة قدم نرويجي في مركز الوسط، شارك في كأس العالم 1938. وشارك مع منتخب النرويج لكرة القدم. أما مع النوادي، فقد لعب مع نادي فريدريكستاد.

## وصلات خارجية
- غونار أندرياسن على موقع الاتحاد الدولي (مؤرشف)  (الإنجليزية)
- غونار أندرياسن على موقع اتحاد النرويج (النرويجية)
- غونار أندرياسن على موقع قاعدة بيانات كرة القدم.إي يو (الإنجليزية)
- غونار أندرياسن على موقع ناشيونال فوتبول تيمز (الإنجليزية)
- غونار أندرياسن على موقع Soccerway.com (الإنجليزية)
- غونار أندرياسن على موقع عالم كرة القدم.نت (الإنجليزية)